# Елховка (Новобурасский район)
Елховка — деревня в Новобурасском районе Саратовской области России. Входит в состав Тепловского муниципального образования.

## География
Деревня находится в северной части Саратовского Правобережья, в пределах Приволжской возвышенности, к югу от железнодорожной линии Сызрань — Иловля, на расстоянии примерно 25 километров (по прямой) к юго-востоку от посёлка городского типа Новые Бурасы. Абсолютная высота — 98 метров над уровнем моря.
Климат
Климат характеризуется как умеренно континентальный с холодной снежной зимой и жарким сухим летом. Среднегодовая температура воздуха — 3,4 — 4,4 °C. Средняя многолетняя температура самого холодного месяца (января) составляет −13,2 — −12,1 °С (абсолютный минимум — −43 °С), температура самого тёплого (июля) — 20,1 — 20,8 °С (абсолютный максимум — 40 °С). Безморозный период длится в течение 127—143 дней в году. Среднегодовое количество атмосферных осадков — 430—450 мм, из которых 282—300 мм выпадает в период с апреля по октябрь. Снежный покров держится в среднем 134 дня в году.
Часовой пояс
Деревня Елховка, как и вся Саратовская область, находится в часовой зоне МСК+1. Смещение применяемого времени относительно UTC составляет +4:00.

## Население
| 2010 |
| ---- |
| 0    |